# IMCD
IMCD (Internatio-Müller Chemical Distribution) is een groothandel in de verkoop, marketing en distributie van speciale chemicaliën en voedingsingrediënten. Het bedrijf vertegenwoordigt wereldwijd producenten. Het hoofdkantoor bevindt zich in Rotterdam.

## Activiteiten
IMCD is actief in 60 landen wereldwijd. Het bedrijf is vooral actief in Europa, het Midden-Oosten en Afrika, hier wordt iets minder dan de helft van de omzet gerealiseerd. Andere regio's waar het bedrijf actief is, zijn Noord- en Zuid-Amerika en Azië-Pacific. In 2022 werd zo'n 2% van de omzet in Nederland gerealiseerd.
Het bedrijf behaalde een omzet van € 4,6 miljard en een winst van € 313 miljoen in 2022. IMCD telt zo'n 4300 werknemers. IMCD levert zo'n 60.000 verschillende chemische producten aan de klanten, de chemicaliën komen van 3000 leveranciers. IMCD klanten zijn actief in zeer veel bedrijfssectoren.
De brutomarge, dit is de verkopen minus de inkopen, is ongeveer een kwart van de omzet. Uit het brutoresultaat voldoet IMCD de kosten van de vertegenwoordigers, het houden van voorraden en de logistiek. 

### Resultaten
De omzet van IMCD is sterk gestegen sinds de beursintroductie in 2014. Dit is het resultaat van autonome groei, maar ook van een actief acquisitiebeleid. De overgenomen bedrijven zijn vaak klein, maar door het grote aantal leveren ze een bijdrage aan de groei.
| Jaar | Omzet         | Bruto- resultaat | Netto- resultaat | Werknemers |
| Jaar | (× € miljoen) | (× € miljoen)    | (× € miljoen)    | Werknemers |
| ---- | ------------- | ---------------- | ---------------- | ---------- |
| 2013 | 1233          | 261              |                  | 1452       |
| 2014 | 1358          | 288              |                  | 1512       |
| 2015 | 1530          | 333              |                  | 1746       |
| 2016 | 1715          | 382              |                  | 1863       |
| 2017 | 1907          | 429              |                  | 2265       |
| 2018 | 2379          | 536              |                  | 2799       |
| 2019 | 2690          | 599              | 108              | 2991       |
| 2020 | 2775          | 648              | 121              | 3298       |
| 2021 | 3435          | 836              | 207              | 3740       |
| 2022 | 4602          | 1147             | 313              | 4323       |
| 2023 | 4443          | 1123             | 292              | 4736       |
| 2024 | 4728          | 1202             | 278              | 5126       |

## Geschiedenis
IMCD is opgericht in 1995, als onderdeel van het al veel langer bestaande Internatio-Müller.
In 2001 werd IMCD aangekocht door de investeringsmaatschappij Alpinvest. In juli 2005 verkocht deze zijn belangen aan AAC Capital, die het in december 2010 weer doorverkocht aan Bain Capital. Bain Capital betaalde zo'n € 650 miljoen voor IMCD, dat toen 800 werknemers telde en een omzet van € 925 miljoen behaalde.
In 2014 kreeg het bedrijf een beursnotering. De introductiekoers was vastgesteld op € 21. In 2016 verkocht Bain Capital de laatste aandelen IMCD. Sinds maart 2019 is het aandeel van IMCD opgenomen in de AEX Index.
ABN AMRO · Adyen · AEGON · Ahold Delhaize · AkzoNobel · ArcelorMittal · ASMI · ASML · ASR Nederland · Besi · DSM-Firmenich · Exor · Heineken · IMCD · ING · KPN · NN Group · Philips · Prosus · Randstad · RELX · Shell · Unilever · Universal Music Group · Wolters Kluwer